# Liste der Stolpersteine in Meisenheim
Die Liste der Stolpersteine in Meisenheim enthält 36 Stolpersteine. Diese wurden am 23. November 2007 und 3. Oktober 2008 von dem Kölner Künstler Gunter Demnig in Meisenheim verlegt. Die Stolpersteine gedenken an die Opfer des Nationalsozialismus, die in Meisenheim ihren letzten bekannten freiwilligen Wohnsitz hatten.

## Geschichte
Juden lebten wahrscheinlich schon seit dem Mittelalter in Meisenheim. Es kam immer wieder zu Ausweisungen und Begrenzung der Anzahl von jüdischen Familien. Christliche Händler und Metzger sahen die Juden oft als unliebige Konkurrenz an, obwohl sie relativ hohe Abgaben zahlten. Nach einem Erlass im Jahr 1740 zogen bis auf vier Familien die verbannten Juden in die umliegenden Dörfer. Um 1800 fürchteten sich einige jüdische Familien vor den Raubzügen des Schinderhannes und flüchteten in die Stadt.
Im 19. Jahrhundert entstand die neuzeitliche jüdische Gemeinde in Meisenheim durch die allgemeine Liberalisierung und den damit verbundenen Zuzug vor allem aus den Dörfern des Hunsrücks. Im Jahr 1808 gab es 161 Juden, diese verminderten sich bis 1902 auf 89.
Meisenheim wurde zum Rabbinat erhoben, auch existierten eine Elementarschule, eine Synagoge, ein Friedhof und eine Mikwe.
Zu Beginn der Nationalsozialistischen Machtergreifung 1933 lebten noch 38 jüdische Einwohner in 13 Familien in Meisenheim. Einigen gelang die Flucht in die USA. Es kam in der Anfangsphase zu allerlei Schikanen, wenig später folgten Enteignungen, Entrechtungen und Verhaftungen. Bei den Novemberpogromen 1938 wurden die Synagoge und Wohnungen erheblich beschädigt. Im Zuge der Wagner-Bürckel-Aktion wurden im Oktober 1940 drei jüdische Bewohner nach Gurs in Südfrankreich deportiert. Auf den Stolpersteinen werden auch spätere Deportationen und Ermordungen in Konzentrationslagern benannt.
Nach dem Krieg kam nur ein jüdisches Ehepaar nach Meisenheim zurück.

## Liste der Stolpersteine
| Adresse                    | Person(en)           | Inschrift                                                                                         | Bild                                               | Kommentar |
| -------------------------- | -------------------- | ------------------------------------------------------------------------------------------------- | -------------------------------------------------- | --------- |
| Obergasse 14 ·             | Albert Cahn          | Hier wohnte Albert Cahn Jg. 1879 Flucht 1937 USA Überlebt                                         | Stolperstein für Albert Cahn                       |           |
| Obergasse 14 ·             | Fritz Max Cahn       | Hier wohnte Fritz Max Cahn Jg. 1915 Flucht 1936 USA Überlebt                                      | Stolperstein für Fritz Max Cahn                    |           |
| Obergasse 14 ·             | Hilde Blumenthal     | Hier wohnte Hilde Blumenthal Geb. Cahn Jg. 1910 Flucht 1935 USA Überlebt                          | Stolperstein für Hilde Blumenthal                  |           |
| Obergasse 14 ·             | Johanna Cahn         | Hier wohnte Johanna Cahn Geb. Kaufmann Jg. 1881 Flucht 1937 USA überlebt                          | Stolperstein für Johanna Cahn                      |           |
| Obergasse 8 ·              | Adolph David         | Hier wohnte Adolph David Jg. 1879 Verhaftet 1938 Dachau Ermordet 1938                             | Stolperstein für Adolph David                      |           |
| Obergasse 8 ·              | Berta David          | Hier wohnte Berta David Geb. Mayer Jg. 1895 Flucht 1939 USA Überlebt                              | Stolperstein für Berta David, Meisenheim           |           |
| Obergasse 8 ·              | Erich David          | Hier wohnte Erich David Jg. 1917 Flucht 1934 USA Überlebt                                         | Stolperstein für Erich David                       |           |
| Obergasse 8 ·              | Liesel David         | Hier wohnte Liesel David Jg. 1919 Flucht 1939 USA Überlebt                                        | Stolperstein für Liesel David                      |           |
| Obergasse 8 ·              | Otto David           | Hier wohnte Otto David Jg. 1907 Flucht 1937 Versteckt/Überlebt In Frankreich                      | Stolperstein für Otto David                        |           |
| Obergasse 9 ·              | Ellen Hirsch         | Hier wohnte Ellen Hirsch Jg. 1930 Flucht 1938 USA Überlebt                                        | Stolperstein für Ellen Hirsch, Meisenheim          |           |
| Obergasse 9 ·              | Else Kaufmann        | Hier wohnte Else Kaufmann Jg. 1912 Flucht 1938 USA Überlebt                                       | Stolperstein für Else Kaufmann, Meisenheim         |           |
| Obergasse 9 ·              | Robert Kaufmann      | Hier wohnte Robert Kaufmann Jg. 1908 Flucht 1935 USA Überlebt                                     | Stolperstein für Robert Kaufmann, Meisenheim       |           |
| Obergasse 9 ·              | Rosa Kaufmann        | Hier wohnte Rosa Kaufmann Geb.Diehl Jg. 1883 Flucht 1938 USA Überlebt                             | Stolperstein für Rosa Kaufmann, Meisenheim         |           |
| Obergasse 9 ·              | Gerti Löwenthal      | Gerti Löwenthal Geb. Kaufmann Jg. 1907 Flucht 1938 USA Überlebt                                   | Stolperstein für Gerti Löwenthal, Meisenheim       |           |
| Rathausgasse 3 ·           | Alfred 'Henoch'Levy  | Hier wohnte Alfred 'Henoch' Levy Jg. 1938 Flucht 1939 USA Überlebt                                | Stolperstein für Alfred Henoch Levy                |           |
| Rathausgasse 3 ·           | Irma Levy            | Hier wohnte Irma Levy Geb. Leib Jg. 1911 Flucht 1939 USA Überlebt                                 | Stolperstein für Irma Levy                         |           |
| Rathausgasse 3 ·           | Julius Levy          | Hier wohnte Julius Levy Jg. 1900 Flucht 1939 USA Überlebt                                         | Stolperstein für Julius Levy                       |           |
| Rathausgasse 3 ·           | Mathilde Levy        | Hier wohnte Mathilde Levy Geb. Adler Jg. 1868 Flucht 1939 USA Überlebt                            | Stolperstein für Mathilde Levy                     |           |
| Untergasse 49 ·            | Albert Loeb          | Hier wohnte Albert Loeb Jg. 1860 Deportiert 1943 Theresienstadt Ermordet 1943                     | Stolperstein für Albert Loeb, Meisenheim           |           |
| Herzog-Wolfgang-Straße 3 · | Auguste Rosenberg    | Hier wohnte Auguste Rosenberg Geb. Stern Jg. 1863 Deportiert 1942 Ermordet 1942 in Theresienstadt | Stolperstein für Auguste Rosenberg, Meisenheim     |           |
| Herzog-Wolfgang-Straße 3 · | Else Rosenberg       | Hier wohnte Else Rosenberg Jg. 1894 Deportiert Ermordet                                           | Stolperstein für Else Rosenberg, Meisenheim        |           |
| Herzog-Wolfgang-Straße 3 · | Johanna Rosenberg    | Hier wohnte Johanna Rosenberg Jg. 1891 Flucht 1938 USA Überlebt                                   | Stolperstein für Johanna Rosenberg, Meisenheim     |           |
| Herzog-Wolfgang-Straße 3 · | Moritz Rosenberg     | Hier wohnte Moritz Rosenberg Jg. 1866 Deportiert 1943 Ermordet 1943 in Theresienstadt             | Stolperstein für Moritz Rosenberg, Meisenheim      |           |
| Untergasse 11 ·            | Elise Schlachter     | Hier wohnte Elise Schlachter Geb. Sonnheim Jg. 1867 Deportiert Ermordet 1943 in Theresienstadt    | Stolperstein für Elise Schlachter, Meisenheim      |           |
| Untergasse 11 ·            | Jakob Schlachter     | Hier wohnte Jakob Schlachter Jg. ? Flucht 1935 USA Überlebt                                       | Stolperstein für Jakob Schlachter, Meisenheim      |           |
| Untergasse 11 ·            | Selma Schlachter     | Hier wohnte Selma Schlachter Jg. 1894 ???                                                         | Stolperstein für Selma Schlachter, Meisenheim      |           |
| Untergasse 11 ·            | Simon Schlachter     | Hier wohnte Simon Schlachter Jg. 1858 Deportiert Ermordet 1943 in Theresienstadt                  | Stolperstein für Simon Schlachter, Meisenheim      |           |
| Obergasse 41 ·             | Isaak 'Louis'Strauss | Hier wohnte Isaak 'Louis' Strauss Jg. 1887 Deportiert 1941 Ermordet                               | Stolperstein für Isaak 'Louis' Strauss, Meisenheim |           |
| Obergasse 41 ·             | Laura Strauss        | Hier wohnte Laura Strauss Geb. Michel Jg. 1883 Deportiert 1941 Ermordet                           | Stolperstein für Laura Strauss, Meisenheim         |           |
| Obergasse 41 ·             | Lilli Strauss        | Hier wohnte Lilli Strauss Jg. 1924 Deportiert 1941 Ermordet                                       | Stolperstein für Lilli Strauss, Meisenheim         |           |
| Obergasse 41 ·             | Rudolf Strauss       | Hier wohnte Rudolf Strauss Jg. 1928 Deportiert 1942 Ermordet                                      | Stolperstein für Rudolf Strauss, Meisenheim        |           |
| Lindenallee 3 ·            | Alfred Weil          | Hier wohnte Alfred Weil Jg. 1936 Deportiert Ermordet in Auschwitz                                 | Stolperstein für Alfred Weil, Meisenheim           |           |
| Lindenallee 3 ·            | Otto Weil            | Hier wohnte Dr. Otto Weil Jg. 1894 Deportiert 23.1.1945 Ermordet in Bergen-Belsen                 | Stolperstein für Otto Weil, Meisenheim             |           |
| Lindenallee 3 ·            | Hedwig Weil          | Hier wohnte Hedwig Weil Geb. Mayer Jg. 1911 Deportiert 1944 Ermordet in Auschwitz                 | Stolperstein für Hedwig Weil, Meisenheim           |           |
| Lindenallee 3 ·            | Hugo Weil            | Hier wohnte Hugo Weil Jg. 1907 Flucht 1938 Holland Überlebt                                       | Stolperstein für Hugo Weil, Meisenheim             |           |
| Lindenallee 3 ·            | Rika Weil            | Hier wohnte Rika Weil Geb. Stern Jg. 1875 Deportiert 1943 Ermordet in Sobibor                     | Stolperstein für Rika Weil, Meisenheim             |           |

## Galerie

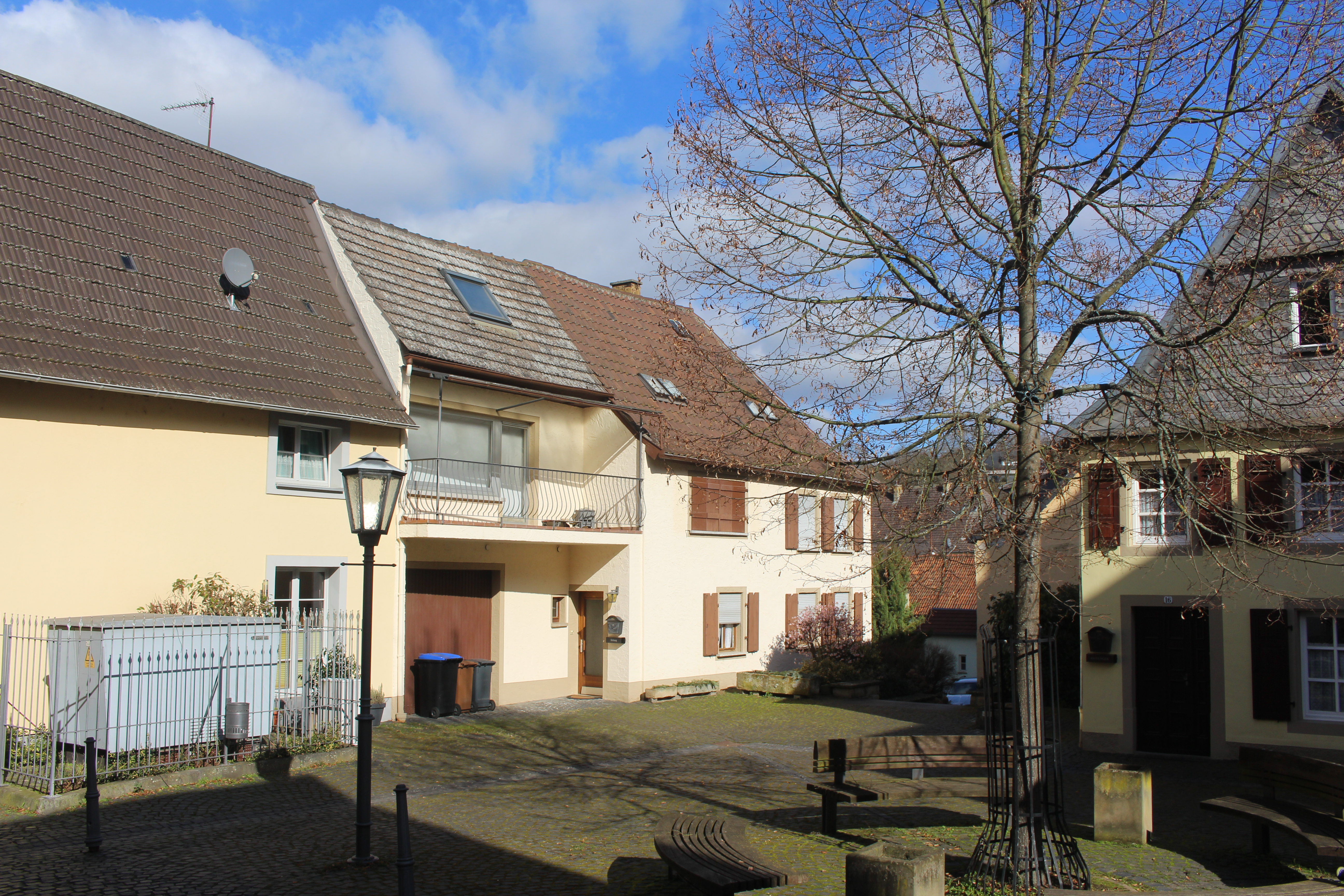
Ehemaliges Judenbad im Keller des Hauses in der Obergasse 18
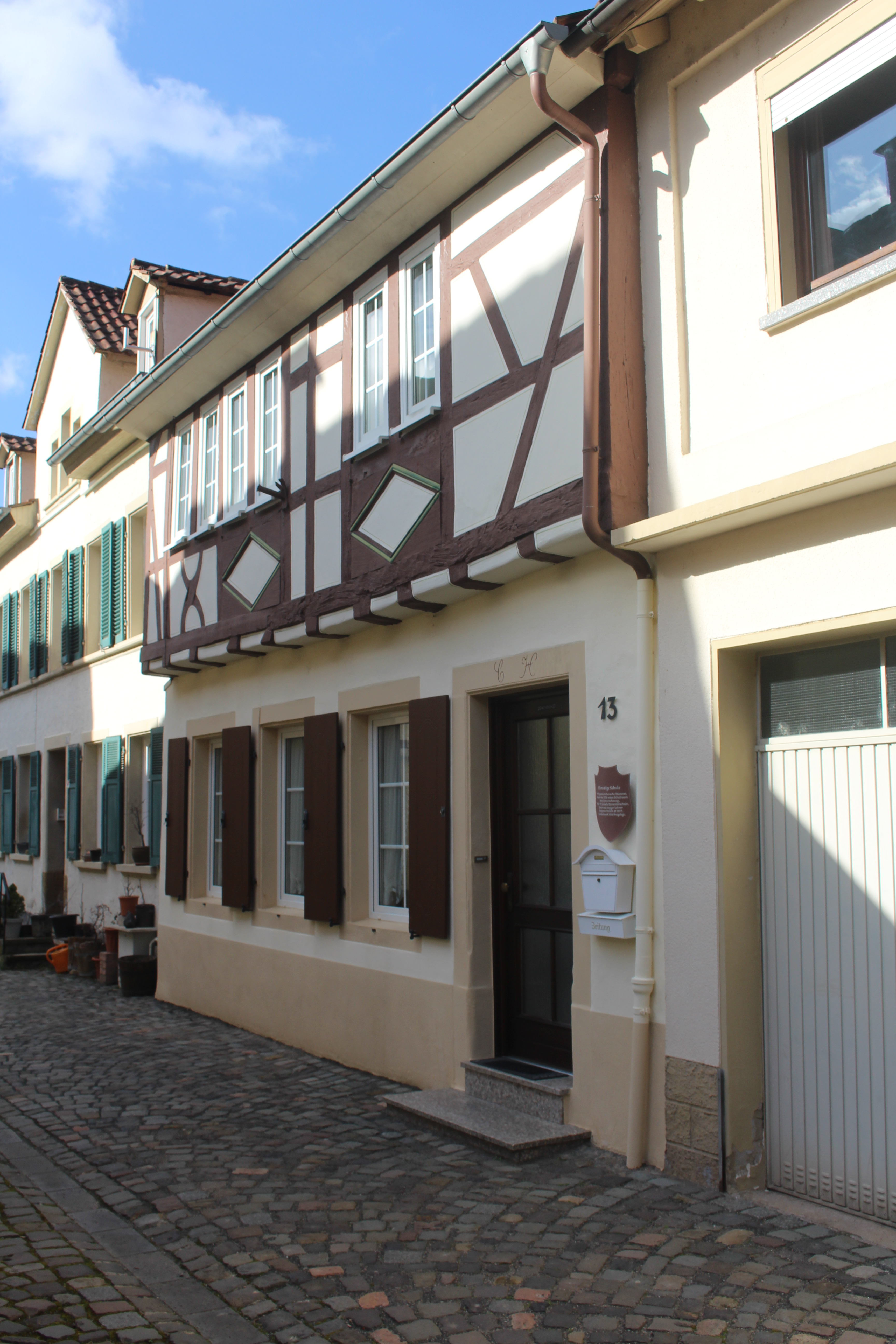
Ehemalige jüdische Schule
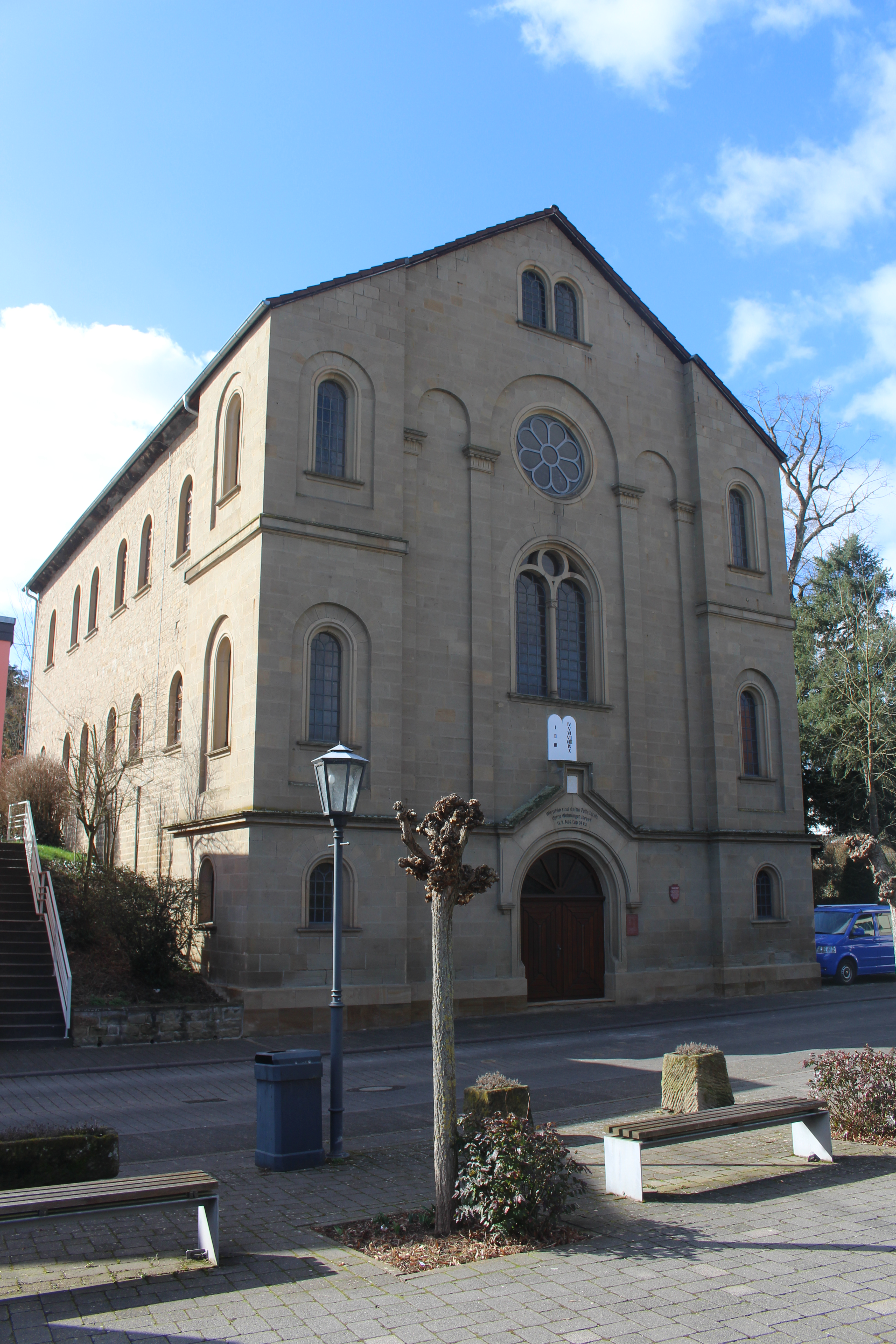
Ehemalige Synagoge
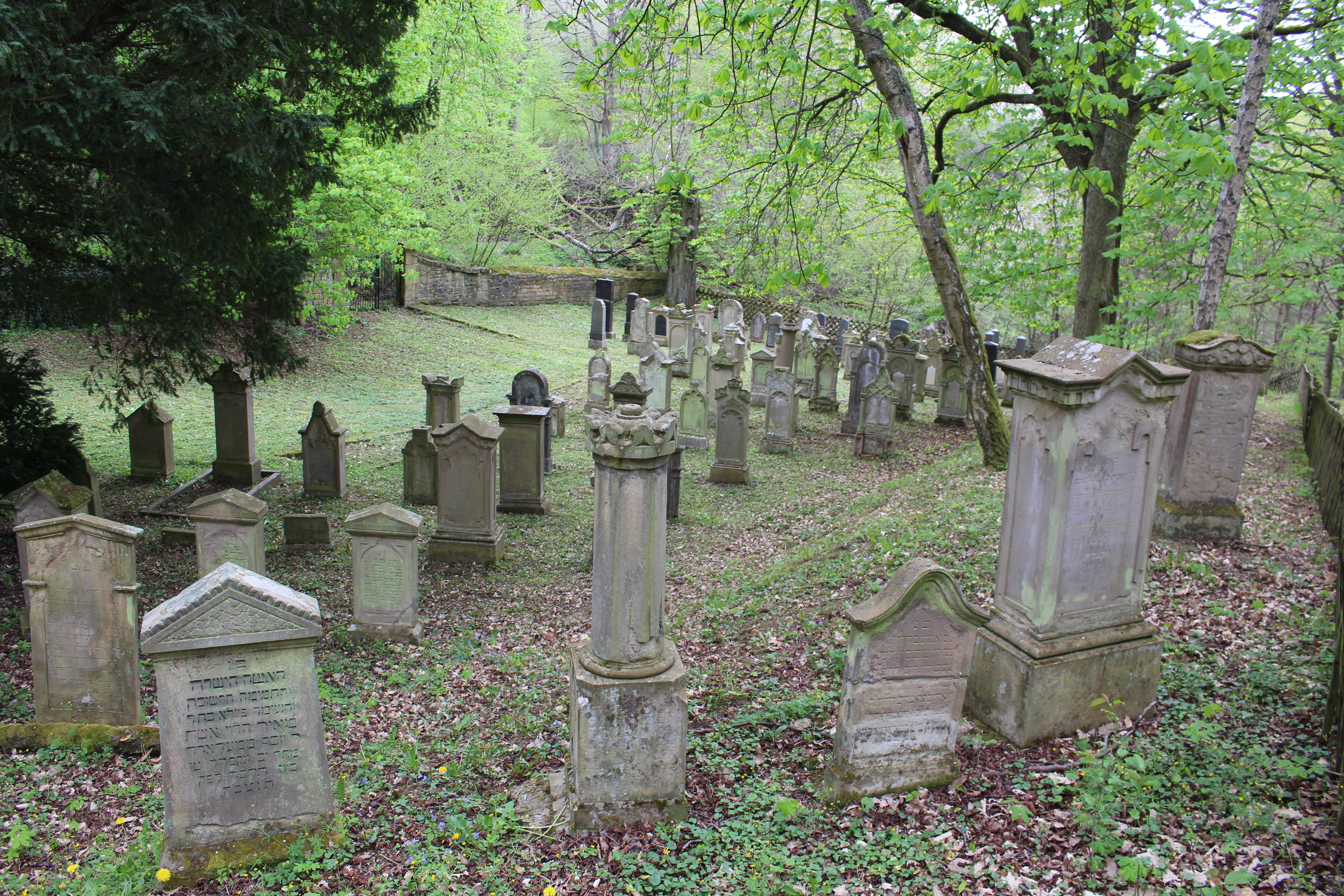
Jüdischer Friedhof
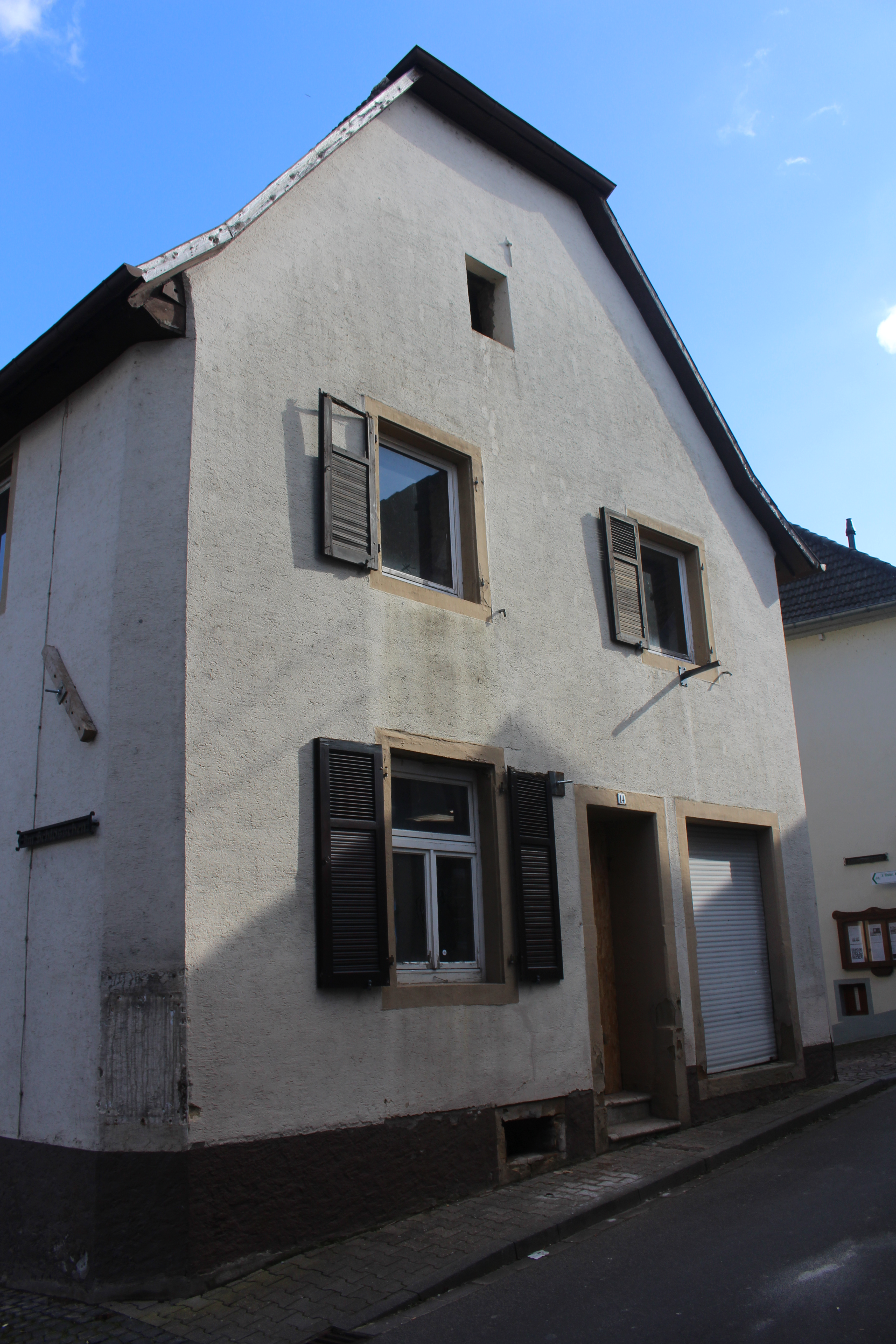
Ehemaliger Wohnsitz der jüdischen Familie Cahn in der Obergasse 14